# Le Chant du troll
Le Chant du troll est un roman graphique paru en octobre 2010, écrit par Pierre Bottero et Gilles Francescano, et illustré par ce dernier. Il est publié à titre posthume, un an après la mort de Pierre Bottero.

## Résumé
Le Chant du troll raconte l'histoire d'une petite fille, Léna, à qui personne ne parle et dont personne ne remarque la présence, pas même ses parents. Dans le même temps, sa ville est peu à peu envahie par la végétation : belle et luxuriante le jour, sombre et macabre la nuit. Elle apprend bientôt qu'un "basculement" est en train de se produire petit à petit...

## Thèmes abordés
Le livre traite principalement du cancer et de la réaction des parents face à la mort de leur enfant.
Afin d'accomplir le "basculement", Léna doit affronter celle qui l'a déjà vaincu : Leucémia, la personnification de sa leucémie et, par conséquent, de sa mort. Sous la forme d'une infirmière en blouse blanche, celle-ci tente d'annihiler l'âme de la petite fille à qui elle a déjà pris la vie et espère ainsi faire régner la nuit sur son monde. La seule échappatoire qui s'offre alors à Léna est d'accepter sa propre mort et de disparaître à jamais, ce qui entraînerait la disparition de Leucémia et la victoire du jour sur la nuit.
Durant toute la durée de l'histoire, le père de Léna est plongé dans l'écriture d'un livre dans le but de se guérir de son propre chagrin et de permettre à Léna de continuer à vivre à travers l'histoire qu'il crée. La mère de Léna, quant à elle, reproche à son mari de ne pas être suffisamment présent dans ce moment difficile et de passer ses journées et ses nuits à écrire sur son ordinateur.

## Liens avec les autres œuvres
Plusieurs liens avec l'univers de Pierre Bottero sont présents dans ce livre. Ainsi, Léna est présente sous le nom d'Eejil dans Le Pacte des Marchombres et on retrouve des créatures présentes dans ses précédentes œuvres comme les Groens, les Ts'liches ou encore les Faëls. Cependant, bon nombre de créatures comme les Elfes, les Nains, les Lutins ou d'autres monstres inconnus laissent à supposer que d'autres mondes existent, comme Ewilan l'avait suggéré.
On peut établir un rapprochement entre Léna (Le chant du troll) et Sonia (Amies à vie), également écrit par Pierre Bottero. Les deux petites filles sont atteintes de leucémie dans ces livres, toutefois si Sonia survit à son cancer, Léna y succombe. Amies à vie n'a aucun lien avec l'univers fantastique d'Ewilan, mais on comprend que la leucémie est un thème important pour Pierre Bottero.

### Sources
- Élodie Mion (sous la dir. d'Élodie Pérez-Simon), Texte et image dans Le Chant du troll de Pierre Bottero (1964-2009) et Gilles Francescano (1966-) : constructions et passages (mémoire de master 1 en littérature française), université Paris-III, 81 p. (lire en ligne).